# Peter Kersten
Peter Kersten, född den 1 februari 1958 i Magdeburg i Tyskland, är en östtysk roddare.
Han tog OS-brons i singelsculler i samband med de olympiska roddtävlingarna 1980 i Moskva.